# Sito d'arrampicata

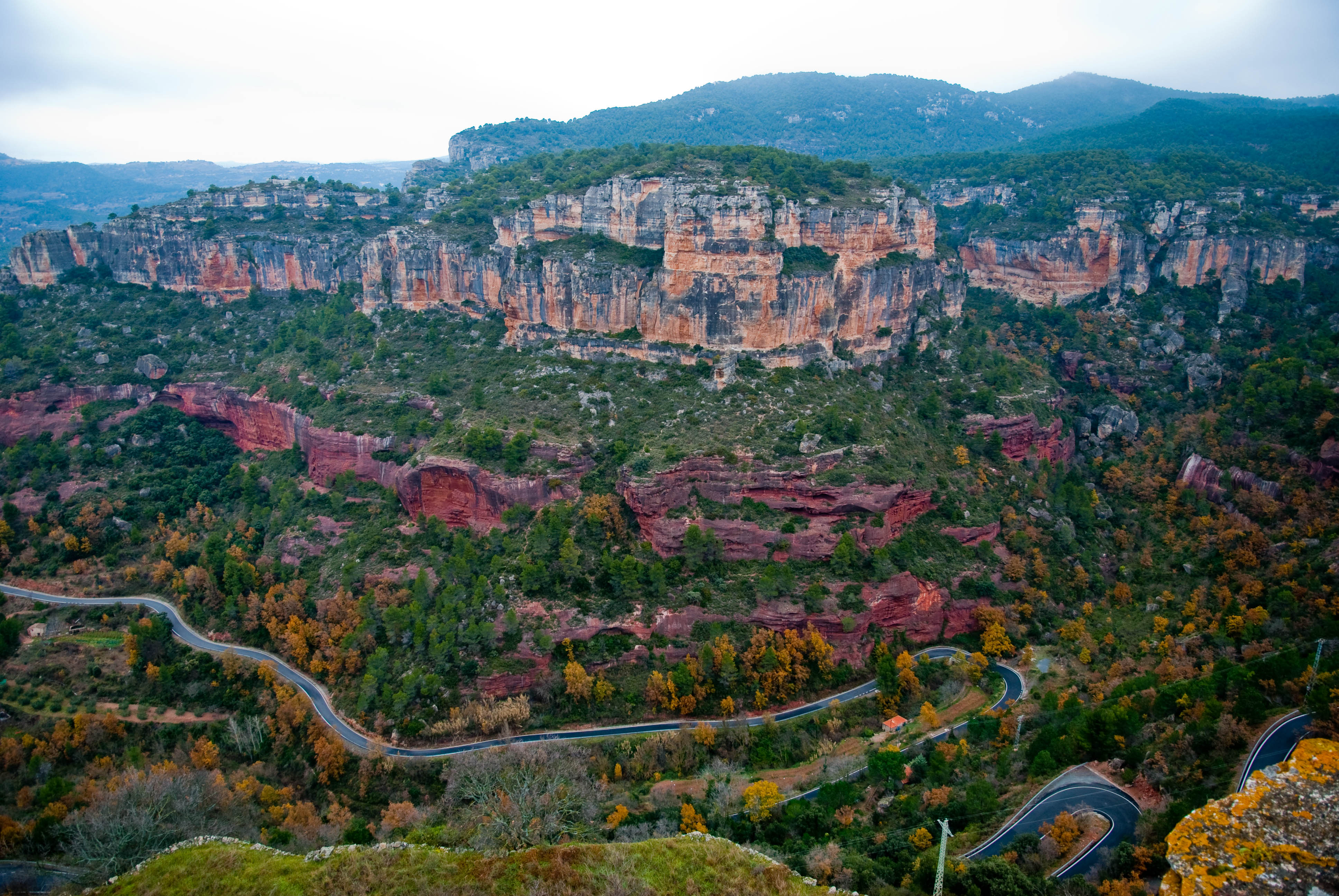
Veduta della falesia di Siurana, che offre più di mille vie

Un sito d'arrampicata è un'area geografica che offre la possibilità di praticare l'arrampicata. Si può trattare di una falesia, ossia un affioramento roccioso attrezzato per l'arrampicata sportiva, di una parete rocciosa alta centinaia di metri per le vie lunghe di arrampicata sportiva o trad, o di una zona di massi per il bouldering. 
In passato si usava il termine palestra di roccia in quanto l'arrampicata in falesia o su masso era considerata solo un allenamento (e quindi una palestra) per l'alpinismo, e non una disciplina fine a sé stessa.

## Storia

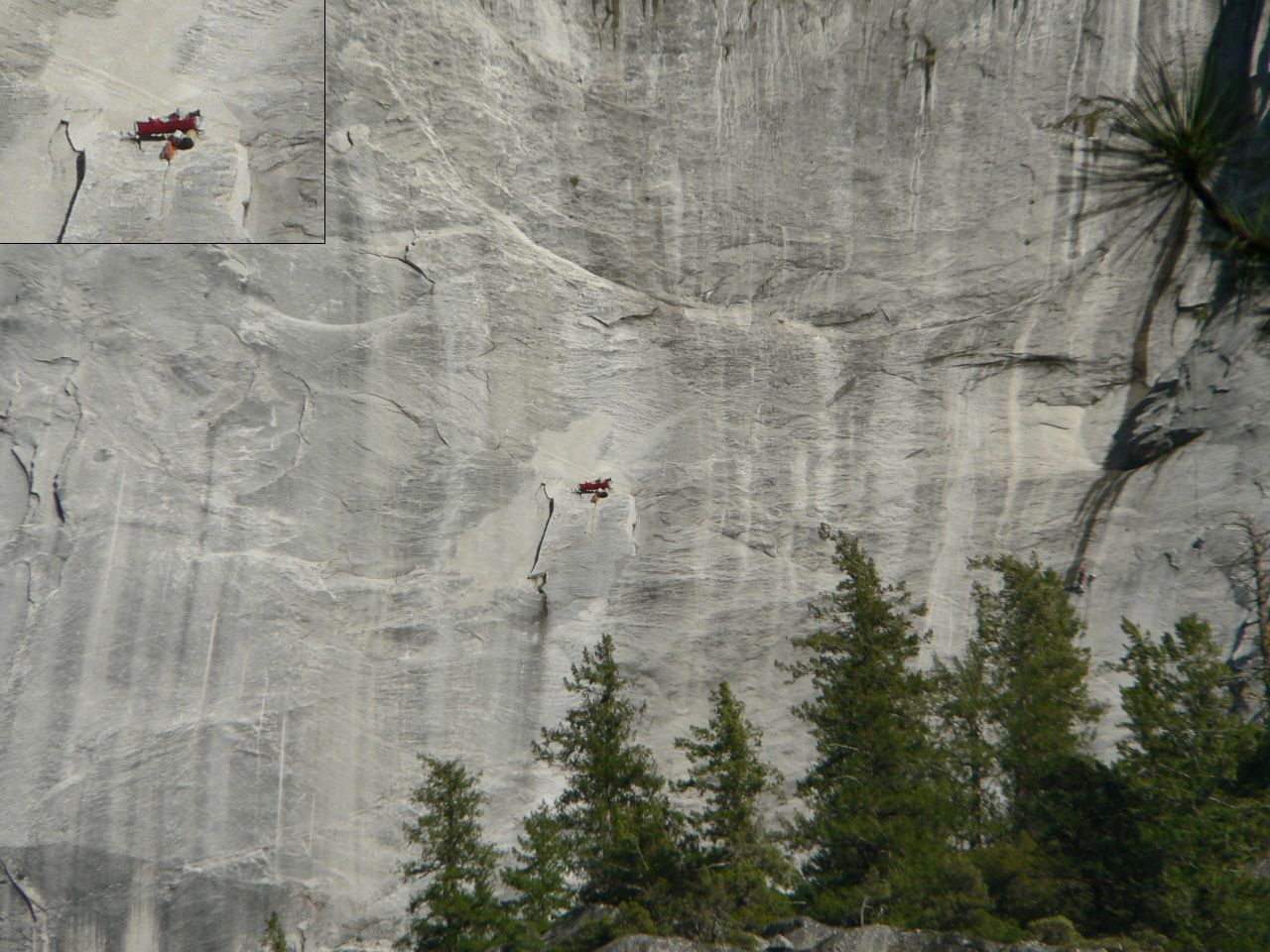
Pareti di liscio granito allo Yosemite National Park, uno dei luoghi simbolo dell'arrampicata

L'arrampicata in palestra di roccia è nata per permettere l'attività di scalata anche nei mesi invernali, durante i quali le temperature rigide e la presenza di neve ostacolano la scalata in montagna. Negli anni settanta venne iniziata la tracciatura di vie di arrampicata in falesie a bassa quota da parte di scalatori o, talvolta, di personale militare. È questo il caso delle falesie del Muzzerone, nel comune di Portovenere (Liguria, provincia di La Spezia), che vennero iniziate ad attrezzare da incursori della Marina Militare, di stanza nel vicino forte di Le Grazie.

## Descrizione
Normalmente i siti d'arrampicata sono già attrezzati con chiodi da roccia, fittoni resinati, spit, soste e tutti gli altri strumenti addetti alla salita e alla discesa della conformazione rocciosa. L'attrezzatura ha il solo scopo di garantire la sicurezza dello scalatore, limitando i danni in caso di caduta, non di favorire la progressione. L'attrezzatura presente in parete viene comunemente indicata con il termine generale di protezioni. Il percorso di salita attrezzato è detto via d'arrampicata. Si distinguono in monotiri, che si sviluppano per una lunghezza al massimo di 30-35 metri, e vie di più tiri.